# A Hospital Hoax
A Hospital Hoax è un cortometraggio muto del 1912 prodotto dalla Kalem e diretto da Pat Hartigan.

## Produzione
Il film, prodotto dalla Kalem Company, fu girato a Santa Monica.

## Distribuzione
Distribuito dalla General Film Company, il film - un cortometraggio di 165 metri - uscì nelle sale cinematografiche USA il 2 ottobre 1912. La Moving Pictures Sales Agency lo distribuì nel Regno Unito il 12 dicembre di quello stesso anno.
Nelle proiezioni, veniva programmato con il sistema dello split reel, accorpato in un'unica bobina con un altro cortometraggio prodotto dalla Kalem, il documentario Ancient Temples of Egypt.